# Ramon Vidal-Barraquer i Marfà
Ramon Vidal-Barraquer i Marfà (Sarrià, 1920 - Cambrils, 1998), doctor en enginyeria agrònoma, va ser un important referent tècnic per a la pagesia del camp de Tarragona en les darreres dècades del segle xx. Com a director de l'Estació Enològica de Reus desenvolupà la recerca de l'enologia i de la fruita seca, especialment l'avellaner. Durant la seva presidència també impulsà el Consell Regulador de la Denominació d'Origen Priorat i apostà per la comercialització de vi de qualitat.
En el camp de la cooperació fou un destacat cooperativista de les terres tarragonines, presidí entre el 1959 i el 1998 la Cooperativa Agrícola de Cambrils; liderà la Unió Agrària Cooperativa (1976-1980) i participà en la creació i la consolidació de la Federació de Cooperatives Agrícoles de Catalunya.